# مسابقات قهرمانی وزنه‌برداری نوجوانان اروپا (۲۰۱۵)
مسابقات قهرمانی وزنه‌برداری نوجوانان اروپا (۲۰۱۵) از ۱ اوت تا ۸ اوت ۲۰۱۵ در لاندسکرونا، سوئد برگزار شد.

## جدول مدال‌ها
| رده | کشور             | 1 | 2 | 3 | مجموع |
| --- | ---------------- | - | - | - | ----- |
| ۱   | رومانی           | ۴ | ۱ | ۲ | ۷     |
| ۲   | بلاروس           | ۳ | ۱ | ۰ | ۴     |
| ۳   | ارمنستان         | ۲ | ۲ | ۰ | ۴     |
| ۴   | لهستان           | ۲ | ۱ | ۴ | ۷     |
| ۵   | ترکیه            | ۱ | ۳ | ۳ | ۷     |
| ۶   | جمهوری آذربایجان | ۱ | ۰ | ۱ | ۲     |
| ۷   | اتریش            | ۱ | ۰ | ۰ | ۱     |
| ۷   | یونان            | ۱ | ۰ | ۰ | ۱     |
| ۹   | بلغارستان        | ۰ | ۲ | ۳ | ۵     |
| ۱۰  | مجارستان         | ۰ | ۲ | ۰ | ۲     |
| ۱۰  | اسلواکی          | ۰ | ۲ | ۰ | ۲     |
| ۱۲  | لتونی            | ۰ | ۱ | ۰ | ۱     |
| ۱۳  | گرجستان          | ۰ | ۰ | ۱ | ۱     |
| ۱۳  | اوکراین          | ۰ | ۰ | ۱ | ۱     |